# Leucoagaricus
Leucoagaricus es un género de hongos de la familia Agaricaceae. El género tiene alrededor de 90 especies.

## Lista de algunas especies del género
- Leucoagaricus americanus
- Leucoagaricus barssii
- Leucoagaricus brunneocingulatus
- Leucoagaricus carneifolius
- Leucoagaricus croceovelutinus
- Leucoagaricus crystallifer
- Leucoagaricus georginae
- Leucoagaricus glabridiscus
- Leucoagaricus gongylophorus
- Leucoagaricus griseodiscus
- Leucoagaricus ionidicolor
- Leucoagaricus irinellus
- Leucoagaricus leucothites
- Leucoagaricus marriagei
- Leucoagaricus medioflavoides
- Leucoagaricus melanotrichus
- Leucoagaricus meleagris
- Leucoagaricus menieri
- Leucoagaricus nympharum
- Leucoagaricus pilatianus
- Leucoagaricus purpureolilacinus
- Leucoagaricus serenus
- Leucoagaricus sericifer
- Leucoagaricus subcretaceus
- Leucoagaricus sublittoralis
- Leucoagaricus tener
- Leucoagaricus viridiflavoides
- Leucoagaricus wichanskyi

## Galería

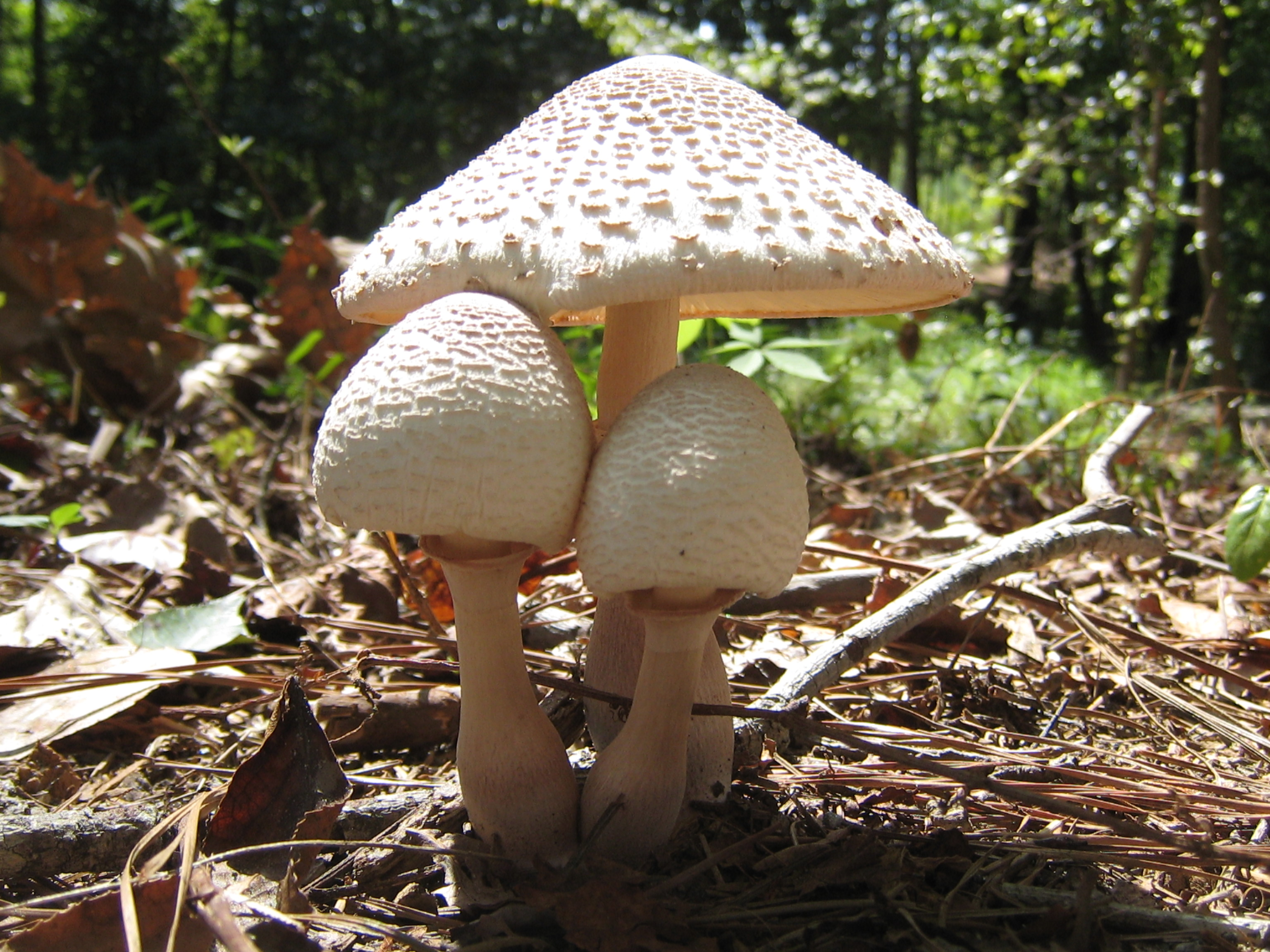
Leucoagaricus americanus
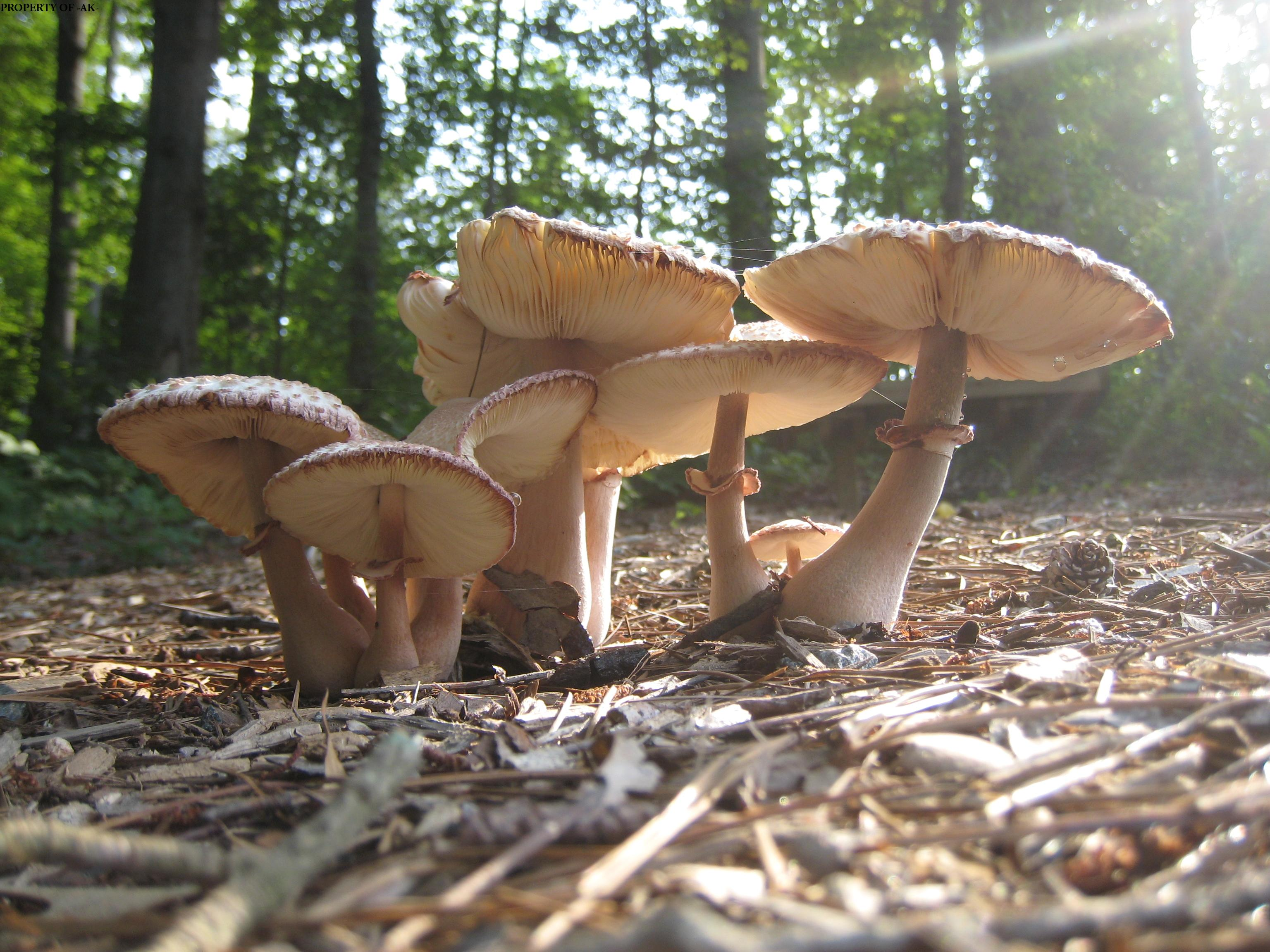
Leucoagaricus americanus
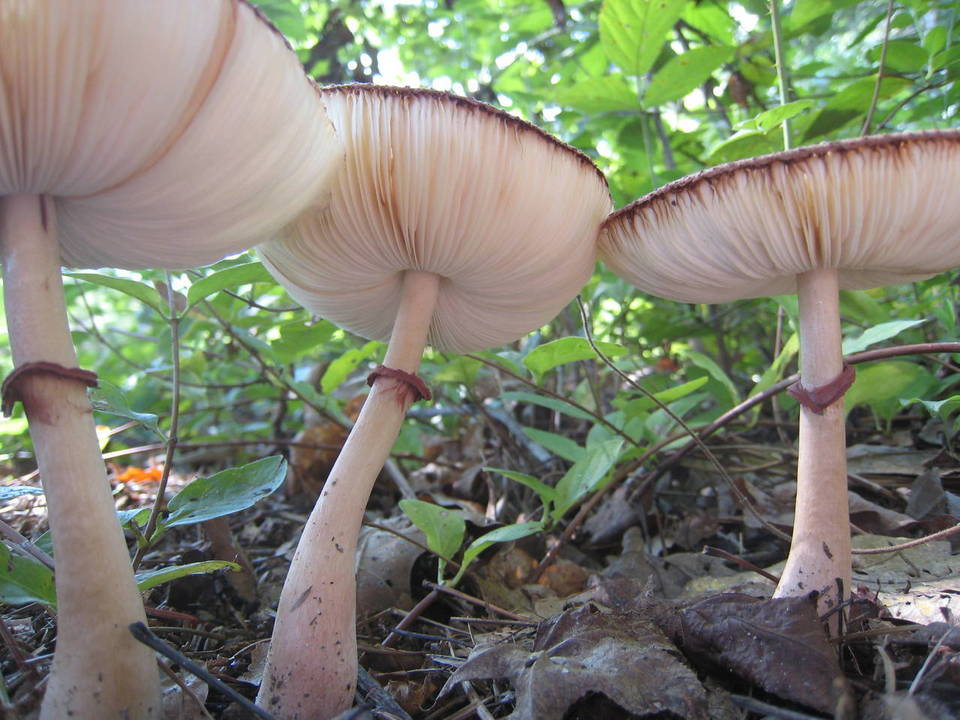
Leucoagaricus americanus